# Zarzis
Zarzis (جرجيس in arabo) è una città della Tunisia, nel governatorato di Médenine.

## Geografia
Zarzis è situata all'estremità meridionale della penisola omonima, nella Tunisia meridionale. Il distretto di Zarzis ha un litorale molto esteso. 

## Storia
La città era conosciuta nell'antichità con il nome di Gergis e si trovava all'estremità occidentale della Piccola Sirte (Golfo di Gabès), non lontano dall'isola di Meninx (l'attuale Djerba). La città potrebbe dover il suo nome e/o la sua origine alle tribù bibliche dei Girgashiti che, secondo gli antichi scrittori ebrei, avevano lasciato Canaan al tempo di Giosuè e si erano insediati in Nordafrica.
Secondo lo Stadiasmus Maris Magni, aveva un castello, di cui si trovano le rovine e una cittadella moderna che porta ancora l'antico nome, anche se ora si pronuncia Zarzis, e un porto (navale).
Gergis era abbastanza importante nella provincia romana della Tripolitania (sotto il dominio papale) da diventare una sede vescovile suffraganea, che sarebbe svanita, presumibilmente con l'avvento dell'Islam nel VII secolo. La sua storia ecclesiastica è confusa, a causa della confusione nella consultazione delle fonti latine con la quasi omonima diocesi di Girba (la moderna Djerba).

## Cultura

### Istruzione

#### Musei
- Museo di Zarzis